# Phlox mollis
Phlox mollis är en blågullsväxtart som beskrevs av Edgar Theodore Wherry. Phlox mollis ingår i släktet floxar, och familjen blågullsväxter. Inga underarter finns listade i Catalogue of Life.